# Bereneiland

Ligging Bereneiland

Bereneiland (Noors: Bjørnøya) is een eiland dat ongeveer halverwege Spitsbergen en de Noordkaap ligt. Bestuurlijk maakt het deel uit van Spitsbergen. Het mag niet verward worden met de Russische Bereneilanden.

## Geografie

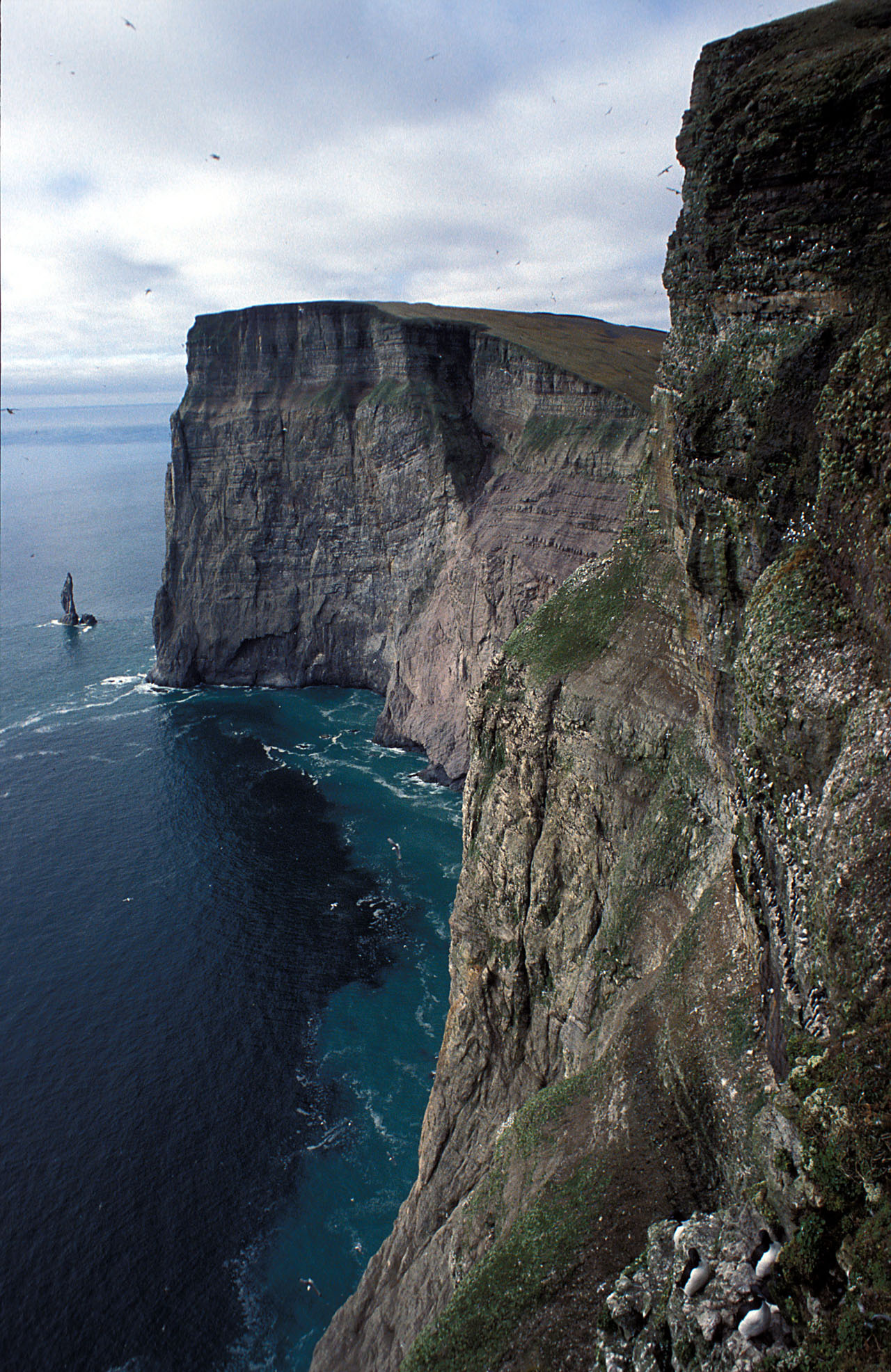
Hoge kliffen aan de kust van Bereneiland, met tekenen van zee-erosie

De oudste delen van het eiland, gelegen in het zuiden, zijn 600-1000 miljoen jaar oud. De jongste delen dateren uit het Trias, 210-245 miljoen jaar geleden. De bodem bestaat uit sedimentair gesteente. Veel rotsen bevatten fossielen. Op de hogere delen aan de zuidzijde bevindt zich een turflaag van enkele meters dik, van 9000 jaar oud.
Het eiland heeft de vorm van een driehoek, met de punt naar het zuiden. De afstand noord-zuid bedraagt ongeveer 20 km, de grootste breedte oost-west bedraagt ongeveer 15 km, de oppervlakte is 178 km², dat is net iets groter dan het eiland Texel. Vrijwel het gehele eiland, met de aangrenzende zee is een natuurreservaat (sinds 2002). Alleen een klein gedeelte rond het weerstation in Herwighamna aan de noordkust valt daarbuiten.
Het zuidelijke gedeelte van Bereneiland is bergachtig. De hoogste top Miseryfjellet is 536 meter hoog. Het noordelijke gedeelte, ongeveer twee derde van het eiland, is vlak en kaal laagland, gelegen op 30-40 meter boven zeeniveau. In dit deel bevinden zich ongeveer 740, doorgaans erg ondiepe meren en meertjes. Anders dan op de eilanden van Spitsbergen komen op het Bereneiland geen gletsjers voor.
De kust is over het algemeen vrij steil met hoge kliffen. Op een paar plaatsen zijn zandstranden. In het zuiden zijn diverse grotten en onderaardse riviertjes.
Bij Herwighamna is een kleine haven.

## Klimaat
Het eiland heeft een gematigd poolklimaat met een relatief gematigde temperatuur in de winter. Januari is de koudste maand, met een gemiddelde temperatuur van -7,9°C. Juli en augustus zijn de warmste maanden, met een gemiddelde temperatuur van 4,4 en 4,5°C. Met een gemiddelde neerslag van 350 mm per jaar mag Bereneiland een droog gebied genoemd worden. Er is veel wind en mist.
De poolnacht begint op 8 november en duurt tot 3 februari. De middernachtzon schijnt van 2 mei tot 11 augustus.

## Flora en fauna
Bereneiland heeft een vrij kaal landschap. Er is nauwelijks plantengroei. Er groeien 150 soorten mossen en 54 hogere plantensoorten, maar geen bomen of struiken.
De ijsbeer heeft het eiland weliswaar zijn naam gegeven, maar het roofdier is geen permanente bewoner. In de winter steken wel veel ijsberen over van de noordelijkere eilanden van Spitsbergen. Het enige andere landzoogdier op het eiland is de poolvos. In de wateren rond het eiland zwemmen meerdere soorten zeehonden. De walrus is tegenwoordig zeer zeldzaam, omdat deze hier in het verleden zo intensief bejaagd is geweest dat hij nagenoeg uitgestorven is.
De zee rondom Bereneiland is ondiep en visrijk. Het is een ideale voedselgrond voor de miljoenen zeevogels die vooral op de kliffen aan de zuidkust nestelen. Vogelsoorten die er voorkomen zijn onder andere de zeekoet, alken, kortbekzeekoet, ijsduiker, drieteenmeeuw, noordse stormvogel en de grote burgemeester. In totaal zijn er 126 vogelsoorten waargenomen, waarvan er 33 broeden.
|  |  |  |

## Geschiedenis
Vermoed wordt dat het eiland in de Vikingentijd al bezocht is, maar daarvan bestaan geen bronnen. De eerste beschrijving is gemaakt door Willem Barentsz tijdens zijn derde expeditie in 1596, de beroemde tocht die eindigde met de overwintering op Nova Zembla. In het dagboek geschreven door Gerrit de Veer staat:

De 9e juni vonden wij het eiland dat op de hoogte van 74 graden en 30 minuten ligt en naar onze schatting ongeveer 5 mijlen groot is. ... De 12e juni 's morgens zagen wij een witte beer en we roeiden met onze sloepen naar hem toe met de bedoeling hem een strik van touw om zijn nek te werpen, maar toen we bij hem kwamen was hij zo woest dat we het niet waagden. We roeiden weer naar het schip en haalden meer volk en wapentuig en gingen weer naar hem toe met musketten, roeren, hellebaarden en bijlen, en het volk van Jan Cornelisz.' schip kwam ons met hun bok te hulp. Wel voorzien van volk en wapens roeiden wij met onze beide sloepen naar de beer toe en vochten wel vier glazen lang met hem, want wapens deerden hem weinig. Hij werd onder andere met een grote bijl in zijn rug gehouwen, zodat die er in bleef steken, en toch zwom hij er mee weg. Maar we roeiden hem achterna en ten slotte hebben we met een bijl zijn kop in stukken gehakt, zodat de dood erop volgde. Daarna brachten we hem aan boord van Jan Cornelisz.' schip en vilden hem daar. Zijn huid was 12 voet lang, en we aten ook van hem maar dat smaakte ons niet erg. Dit eiland noemden we het Beren-eiland.

In de volgende eeuwen werd het eiland wel gebruikt als station voor de walrusjacht en de walvisvaart.
Net als op Spitsbergen zijn ook hier pogingen ondernomen tot mijnbouw. De Duitser Theodor Lerner deed in 1898 een vergeefse poging om steenkool te delven bij de Kvalrossbukta. Later volgden nog diverse pogingen, voor het winnen van steenkool en galeniet (looderts). Van 1916-1925 was er een kolenmijn genaamd 'Tunheim'. In 1923 kreeg die plek ook de functie van weerstation. Tunheim is in de Tweede Wereldoorlog geëvacueerd en vernietigd door de geallieerden. Een aantal resten van huizen en een mijnspoorlijntje zijn een stille herinnering aan die tijd.
In het Spitsbergenverdrag (1920) werd Bereneiland genoemd als onderdeel van Spitsbergen en kwam daarmee onder bestuur van Noorwegen. De enige huidige bewoners op tijdelijke basis zijn de 9 personeelsleden van het Noorse weerstation in Herwighamna die halfjaarlijks worden afgelost. Het weerstation bestaat uit 20 gebouwen en er is een landingsplaats voor helikopters.